# Pekka Jylhä
Pekka Jylhä (Toholampi, 1955. október 1. –) finn szobrász.
Szülei (Eero Jylhä és Martta Jylhä) kereskedők. Felesége, Sanna Jylhä, diplomás mérnök. Három gyermekük van: Otso (1993), Martta (1995) és Ilmari (1998). Jelenleg Espoo-ban él. A Finn Szobrászok Szövetségének (Suomen Kuvanveistäjäliiton) rendes tagja.
Munkái látszólag könnyen feldolgozhatóak és humorosak, de gyakran komoly mögöttes tartalmat hordoznak. Legtöbben Urho Kekkonen elnök emlékművének (Helsinki) szobrászaként ismerik.
Jellegzetes, kitömött nyulakat és kecskéket felhasználó szobrai szorongásokat töltenek letisztult formába.